# Rosém
A Freguesia de Rosém foi uma freguesia portuguesa do Município de Marco de Canaveses que tinha 5,03 km² de área e 220 habitantes (2011), e, por isso, uma densidade populacional de 43,7 hab/km².
A Freguesia de Rosém foi extinta (agregada) pela reorganização administrativa de 2013, tendo o seu território sido agregado ao da Freguesia de Avessadas para criar a Freguesia de Avessadas e Rosém.

## População
| População da freguesia de Rosem | População da freguesia de Rosem | População da freguesia de Rosem | População da freguesia de Rosem | População da freguesia de Rosem | População da freguesia de Rosem | População da freguesia de Rosem | População da freguesia de Rosem | População da freguesia de Rosem | População da freguesia de Rosem | População da freguesia de Rosem | População da freguesia de Rosem | População da freguesia de Rosem | População da freguesia de Rosem | População da freguesia de Rosem |
| ------------------------------- | ------------------------------- | ------------------------------- | ------------------------------- | ------------------------------- | ------------------------------- | ------------------------------- | ------------------------------- | ------------------------------- | ------------------------------- | ------------------------------- | ------------------------------- | ------------------------------- | ------------------------------- | ------------------------------- |
| 1864                            | 1878                            | 1890                            | 1900                            | 1911                            | 1920                            | 1930                            | 1940                            | 1950                            | 1960                            | 1970                            | 1981                            | 1991                            | 2001                            | 2011                            |
| 250                             | 262                             | 370                             | 281                             | 293                             | 276                             | 264                             | 307                             | 302                             | 325                             | 231                             | 241                             | 167                             | 208                             | 220                             |

| Distribuição da População por Grupos Etários | Distribuição da População por Grupos Etários | Distribuição da População por Grupos Etários | Distribuição da População por Grupos Etários | Distribuição da População por Grupos Etários | Distribuição da População por Grupos Etários | Distribuição da População por Grupos Etários | Distribuição da População por Grupos Etários | Distribuição da População por Grupos Etários | Distribuição da População por Grupos Etários |
| -------------------------------------------- | -------------------------------------------- | -------------------------------------------- | -------------------------------------------- | -------------------------------------------- | -------------------------------------------- | -------------------------------------------- | -------------------------------------------- | -------------------------------------------- | -------------------------------------------- |
| Ano                                          | 0-14 Anos                                    | 15-24 Anos                                   | 25-64 Anos                                   | > 65 Anos                                    |                                              | 0-14 Anos                                    | 15-24 Anos                                   | 25-64 Anos                                   | > 65 Anos                                    |
| 2001                                         | 45                                           | 29                                           | 101                                          | 33                                           |                                              | 21,6%                                        | 13,9%                                        | 48,6%                                        | 15,9%                                        |
| 2011                                         | 45                                           | 31                                           | 112                                          | 32                                           |                                              | 20,5%                                        | 14,1%                                        | 50,9%                                        | 14,5%                                        |